# Leon Richter
Leon Richter (* 2. května 1930) je český právník a politik, který byl ministrem spravedlnosti České republiky.
V letech 1961–69 pracoval na ministerstvu vnitra jako referent, později ředitel odboru civilní legislativy. V databázi bývalého Ministerstva vnitra ČSSR byl veden v kategorii agent StB pod krycím jménem "Jiří Novotný", ev. č. 4346. Městský soud v Praze pravomocně rozhodl ve věci podané žaloby na ochranu osobnosti, že byl ve svazcích StB evidován neoprávněně (rozsudek Městského soudu v Praze ze dne 28. srpna 1992 sp. zn. 31C 48/92-26).

## Politická kariéra
- 15. února 1990 – 28. června 1990 náměstek ministra spravedlnosti
- 29. června 1990 – leden 1992 ministr spravedlnosti České republiky (za OF)
- poté předsedou Legislativní rady vlády ČR

## Ukončení politické kariéry
Po nařčení ze spolupráce s StB sám rezignoval na funkci ministra spravedlnosti ČR. Je možné, že se do seznamu spolupracovníků StB dostal poté, co jeho nevlastní sestra, spisovatelka a překladatelka Dagmar Chvojková-Pallasová (manželka nakladatele Jiřího Chvojky), emigrovala do Švédska a Richter i jeho bratr Ilja Richter museli absolvovat řadu výslechů na StB.